# Isothecium obtusatulum
Isothecium obtusatulum är en bladmossart som beskrevs av Kindberg 1895. Isothecium obtusatulum ingår i släktet svansmossor, och familjen Brachytheciaceae. Inga underarter finns listade i Catalogue of Life.